# Latènekulturen

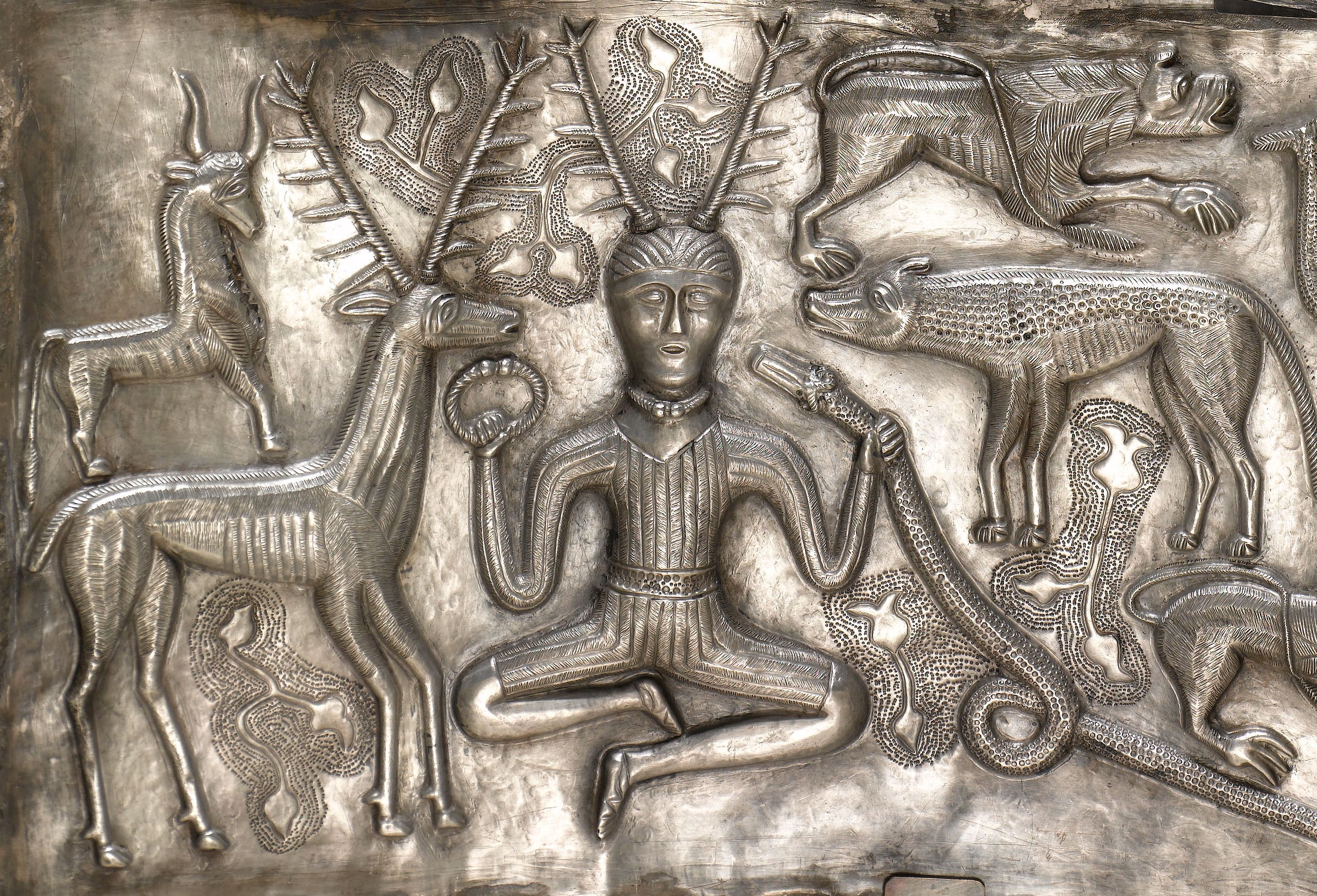
Gundestrupskitteln med den hjortbehornade Cernunnos. Kitteln är förmodligen tillverkad i nuvarande Rumänien och offrades i ett vattendrag i Danmark. Nu på Nationalmuseet, Köpenhamn.

Latènekulturen är en kultur som hänförs till järnåldern i norra halvan av Europa, namngiven efter fyndplatsen i La Tène strax norr om Neuchâtelsjön i Schweiz. Platsen grävdes ut efter fynd av Hansli Kopp 1857.

## Fyndet av kulturen
Överste Friedrich Schwab, som tidigare ägnat sig åt utgrävningar av schweiziska pålbyar från sten- och bronsålder, skickade i november 1857 ut sin medhjälpare Hansli Kopp att inventera Neuchâtelsjön efter sådana boplatser.
Vid östra änden av sjön, där floden Zihl rinner ut fann han omkring 50 meter från flodmynningen ett stort stenröse. Det började 9 meter upp på stranden och fortsatte 40 meter ut i vattnet. Röset kallades av lokalbefolkningen La Tène.
Vid muddring runt röset på träffade Kopp en stor samling vapen: spjut- och lansspetsar och ett antal svärd, varav flera ännu i sina skidor. Schwab kom att bli mycket förvånad när han vid rengöringen av vapnen upptäckte att de var av järn - tidigare hade enbart föremål från sten- och bronsålder påträffats i sjöarna.
Följande år ledde Schwab själv utgrävningsarbetet i samarbete med Édouard Desor, och sjöbotten på båda sidor om röset muddrades med skopor efter fynd. När Desor 1860 förklarade fyndplatsen uttömd, hade ett hundratal vapen påträffats, bland dem över 50 svärd.
Fynden kom att väcka stor uppmärksamhet. Ett antal svärd liknande de från La Tène hade 10 år tidigare påträffats i Tiefenau tillsammans med tidiga romerska mynt. Utgrävningar i Bourgogne, som inletts 1861 på befallning av Napoleon III, ledde till att man i en vallgrav kring det romerska lägret vid Mont Réa påträffad flera svärd av La Tène-typ. Snart gjordes allt fler fynd samtidigt som andra äldre fynd kom att klassificeras in i samma stil, och alla verkade höra hemma i perioden närmast före romarnas ankomst till central- och nordeuropa. Tidigare hade man ofta ganska slentrianmässigt kategoriserat fynd som ansågs härstamma från tiden innan romarnas ankomst som "keltiska".
Nu tyckte man sig faktiskt ha kunnat identifiera en kulturtradition som hörde samman med kelterna. Benämningen Latènekulturen lanserades först 1874 av Bror Emil Hildebrand på arkeologkongressen i Stockholm, då han föreslog att den förromerska järnåldern borde indelas i Hallstattkulturen och Latènekulturen.
Otto Tischler kom senare att bli den som systematiserade La Tène-kulturen och indelade den i tre skeden, vilka av Joseph Déchelette tidsfästes till 500–300 f.Kr., 300–150 f.Kr. och 150 f.Kr och fram till Kristi födelse. Av Paul Reinecke utvecklades och preciserades Tischlers indelningssystem till perioderna A, B, C och D.
Genom utdikningsarbeten som påbörjades 1868 sänktes Neuchâtelsjöns yta, möjliggjordes för Emil Vouga vid museet i Neuchâtel att göra utgrävningar på torra land inte långt från där Friedrich Schwab hade muddrat. Han fann fler vapen och spår av pålar, vilka uttolkats antingen som rester av en pålby eller av bryggor. Samtidigt gjordes floden Zihl djupare och bredare, och en mängd föremål togs tillvara från flodbotten.
Systematiska undersökningar av platsen företogs dock först 1907–1918.

## Datering
Kulturen periodindelas utifrån de fynd man gjort. Den äldre perioden omfattar tiden omkring år 600 f.Kr., mellanperioden tiden 450–100 f.Kr. och yngre perioden århundradet före Kristi födelse. Kulturen försvann och spåren upphör nästan helt i och med den romanisering som följde på det romerska rikets ockupation.
Varifrån latènekulturen härstammar har debatterats livligt. Den omfattade området från Marne i östra Frankrike och norra sidan av Alperna till Donaus övre lopp. Latènekulturens metallhantverk karakteriseras av invecklade spiraler och vävar på vackert utförda bronskärl, hjälmar och sköldar, hästdon och lyxsmycken, speciellt de halsringar som kallas torques och spännen (fibula). Den kännetecknas vidare av eleganta stiliserade djur- och växtmotiv med element som påminner om skytiskt hantverk från bland annat Ukraina, besläktat med Hallstattkulturens geometriska mönster. 
Latènekulturen kan indelas i ett flertal områden. På Brittiska öarna fanns en livskraftig kultur, som dock verkar uppkommit något senare än kulturen på kontinenten. Den dök upp i slutet av 300-talet f.Kr. på Storbritannien och spred sig kort därpå även till Irland.
En känd fyndplats är Glastonbury.
I Frankrike förekommer de rikaste fynden i landsdelarna öster om Seine och Saône, där vagngravarna förekommer rikligt. Till de rikaste av dessa hör La Gorge Meillet och Somme Bionne. Latènekulturens slutskede i Frankrike visar ett flertal intressanta fornminnen som Mont Auxois, det av Julius Caesar omtalade Alesia.
I Tyskland har Laténekulturen sitt huvudområde kring mellersta Rhen. Från skedets början märks här vid Waldalgesheim ett stort antal "furstegravar", högar av betydande dimensioner med rik utstyrsel av vapen, guldsmycken och importerade grekiska kärl, ofta i brons.
Andra områden med rika fynd är Sydtyskland, särskilt Bayern, Tjeckien, Österrike, Ungern, Transsylvanien, Polen.
I Skandinavien är Laténekulturens inflytande mindre påfallande, där verkar den ha vunnit insteg först under 100-talet f.Kr.
Laténekulturen förekommer även i Spanien.
Kulturens vidsträckta kontaktnät avslöjas av begravningsmönstren och de rika gravgåvorna. Vix grav i Vix, Frankrike, från 500-talet f.Kr. innehöll den största bronsgryta som någonsin hittats (omkring 1 100 liter), tillverkad i Grekland. Gravarna innehöll ofta en grift vari offergåvor placerades, och även människooffer. Avhuggna huvuden kan ha ansetts haft en inneboende kraft och dyker på flera platser upp i avbildningar.

## Berömda latèneobjekt
- Strettweg-vagnen (600-talet f.Kr.); i sydöstra Österrike (nu på Landesmuseum Johanneum, Graz, Österrike), en fyrhjulig kärra med gudinnestaty, ryttare med yxor och sköldar, tjänare och hjortar.
- Dejbjergvagnarna (100-talet f.Kr.)
- Gundestrupskitteln (100–200-talet f.Kr.); rituellt förstörd offergåva hittad i en mosse i Danmark (nu på Nationalmuseum, Köpenhamn), kitteln antagligen tillverkad i eller nära nuvarande Rumänien.
- Battersea-skölden (århundradet f.Kr.); hittad i Themsen, en bronssköld med röd emalj (nu på Nationalmuseum, Köpenhamn).
- Witnam-skölden (400–500-talet f.Kr.); tills vidare på British Museum, London (se , reportage, engelska)